# 天津英租界工部局董事会

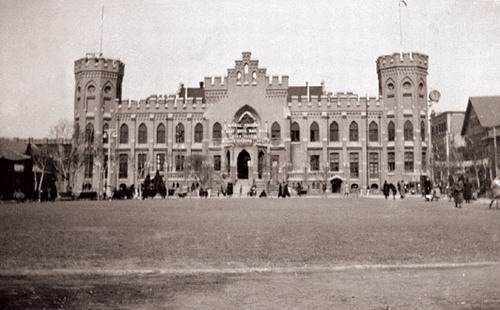
天津英租界选举人大会一般在戈登堂召开，推选董事组成天津英租界董事会

天津英租界工部局董事会，正式名称天津英国工部局董事会，常被写作天津英工部局董事会、天津英租界董事会，成立于1862年，最初为天津英租界行政委员会，是天津英租界内的统治主体和决策机关，董事由天津英租界选举人大会推选产生，任期为一年，任满全体改选，经法定程序重新当选的董事可以连任。
从1878年到1893年（中间除了1882年至1884年）的13年间，时任天津海关税务司的德璀琳先后10次被推举为英租界工部局董事长。

## 会议制度
天津英租界选举人大会常年大会通过上年度董事会账目报告后，新任董事会即就职并召开第一次董事会议，选举正、副董事长。此后，各次董事会议，有3位董事到场满足法定人数，表决双方票数相同时，董事长拥有最终决定权。

## 相关著作
- 天津市档案馆. . 天津: 天津古籍出版社. ISBN 9787552800678.
- 天津市档案馆; 南开大学分校档案系 (编). . 天津: 天津人民出版社. 1992. ISBN 7-201-00544-8.